# Dyskografia Korna
Dyskografia Korna – dyskografia amerykańskiego zespołu nu-metalowego Korn.

## Albumy studyjne
| 1994                                                    | Korn - Data: 11 października 1994 - Wydawca: Immortal (#66633) - Format: CD, CS, LP                      | 72 | 46 | –  | – | –  | –  | –  | 56 | –  | 10 | –  | –  | 181 | –  | US: 2× platyna AUS: platyna                                                     |
| 1996                                                    | Life Is Peachy - Data: 15 października 1996 - Wydawca: Immortal (#67554) - Format: CD, CS, LP            | 3  | 26 | 21 | – | 43 | –  | 85 | 87 | 24 | 1  | –  | –  | 32  | –  | US: 2× platyna AUS: platyna CAN: złoto                                          |
| 1998                                                    | Follow the Leader - Data: 18 sierpnia 1998 - Wydawca: Immortal (#69001) - Format: CD, CS, LP             | 1  | 1  | 7  | 1 | 4  | 5  | 12 | 7  | 5  | 1  | –  | 24 | 5   | –  | US: 5× platyna AUS: 3× platyna CAN: 3× platyna NLD: złoto                       |
| 1999                                                    | Issues - Data: 16 listopada 1999 - Wydawca: Immortal (#63710) - Format: CD, CS, LP                       | 1  | 1  | 13 | 2 | 4  | 12 | 9  | 13 | 10 | 2  | 86 | 42 | 37  | –  | US: 3× platyna AUS: 2× platyna CAN: 2× platyna GER: złoto NLD: złoto POL: złoto |
| 2002                                                    | Untouchables - Data: 11 czerwca 2002 - Wydawca: Immortal (#61488) - Format: CD, CS, LP                   | 2  | 2  | 2  | 3 | 3  | 6  | 1  | 13 | 8  | 4  | 5  | 7  | 4   | 8  | US: platyna AUS: platyna UK: złoto                                              |
| 2003                                                    | Take a Look in the Mirror - Data: 21 listopada 2003 - Wydawca: Immortal (#90335) - Format: CD, LP        | 9  | 10 | 2  | – | 10 | 14 | 8  | 21 | 27 | 19 | 14 | 18 | 53  | 17 | US: platyna AUS: złoto GER: złoto                                               |
| 2005                                                    | See You on the Other Side - Data: 6 grudnia 2005 - Wydawca: Virgin (#45889 2) - Format: CD, LP, DI       | 3  | 19 | 7  | – | 18 | 24 | 12 | 37 | 37 | 8  | 11 | 35 | 71  | 46 | US: platyna AUS: złoto CAN: złoto GER: złoto                                    |
| 2007                                                    | Untitled - Data: 31 lipca 2007 - Wydawca: Virgin (#03878 2 3) - Format: CD, LP, DI                       | 2  | 11 | 3  | 5 | 2  | 8  | 3  | 32 | 24 | 3  | 9  | 17 | 15  | 23 | US: złoto                                                                       |
| 2010                                                    | Korn III – Remember Who You Are - Data: 13 lipca 2010 - Wydawca: Roadrunner (17757) - Format: CD, LP, DI | 2  | 8  | 3  | 4 | 14 | 14 | 4  | 40 | 20 | 34 | 5  | 23 | 23  | 30 |                                                                                 |
| 2011                                                    | The Path of Totality - Data: 6 grudnia 2011 - Wydawca: Roadrunner (77282) - Format: CD, LP, DI           | 10 | 32 | 24 | – | –  | –  | –  | 81 | –  | 28 | 32 | –  | 68  | 46 |                                                                                 |
| 2013                                                    | The Paradigm Shift - Data: 8 października 2013 - Wydawca: Roadrunner - Format: CD, LP, DI                | 8  | 7  | 7  | 9 | 22 | 26 | 7  | 38 | 28 | 22 | 16 | 60 | 16  | 11 |                                                                                 |
| 2016                                                    | The Serenity of Suffering - Data:21 października 2016 - Wydawca: Roadrunner - Format: CD, LP, DI         | 4  | 5  | 6  | 7 | 8  | 20 | 3  | 27 | –  | 9  | 6  | 23 | 9   | 19 |                                                                                 |
| „–” oznacza, że album nie był notowany na danej liście. | |    |    |    |   |    |    |    |    |    |    |    |    |     |    |                                                                                 |

## Albumy koncertowe
| 2006                                                    | Live & Rare - Data: 9 maja 2006 - Wydawca: Immortal (#82247) - Format: CD              | 51 | –  | 38 | 100 | 72 | –  | –  | 64 | 193 |
| 2007                                                    | MTV Unplugged: Korn - Data: 6 marca 2007 - Wydawca: Virgin (#86027 2) - Format: CD, DI | 9  | 45 | 10 | 60  | 23 | 54 | 11 | 48 | 131 |
| „–” oznacza, że album nie był notowany na danej liście. |                                                                                        |    |    |    |     |    |    |    |    |     |

## Kompilacje
| Rok  | Album                                                                                         | Pozycja na liście | Pozycja na liście | Pozycja na liście | Pozycja na liście | Pozycja na liście | Pozycja na liście | Pozycja na liście | Pozycja na liście | Pozycja na liście | Pozycja na liście | Certyfikaty                       |
| Rok  | Album                                                                                         | USA               | AUS               | AUT               | FIN               | GER               | NLD               | NOR               | NZ                | SWI               | UK                | Certyfikaty                       |
| ---- | --------------------------------------------------------------------------------------------- | ----------------- | ----------------- | ----------------- | ----------------- | ----------------- | ----------------- | ----------------- | ----------------- | ----------------- | ----------------- | --------------------------------- |
| 2004 | Greatest Hits: Volume 1 - Data: 5 października 2004 - Wydawca: Immortal (#92700) - Format: CD | 4                 | 8                 | 10                | 20                | 17                | 60                | 12                | 3                 | 22                | 22                | US: platyna AUS: złoto UK: srebro |

## Minialbumy
| 1993                                                    | Neidermeyer's Mind - Data: 1993 - Format: CS                                         | –  |
| 1997                                                    | Live at the Palace - Data: 1997 - Wydawca: Immortal - Format: CD, CS                 | –  |
| 1999                                                    | All Mixed Up - Data: 16 listopada 1999 - Wydawca: Immortal (#30388) - Format: CD, CS | 99 |
| 2005                                                    | The Other Side - Data: 31 października 2005 - Wydawca: Virgin - Format: DI           | –  |
| 2005                                                    | The Other Side, Part 2 - Wydawca: 14 listopada 2005 - Data: Virgin - Format: DI      | –  |
| „–” oznacza, że album nie był notowany na danej liście. |                                                                                      |    |

## Single
| 1994                                                     | „Blind”                    | –   | –  | –  | –  | –  | –  | –  | –  | –  | –   |            | Korn                                   |
| 1995                                                     | „Shoots and Ladders”       | –   | –  | –  | –  | –  | –  | –  | –  | –  | –   |            | Korn                                   |
| 1996                                                     | „No Place to Hide”         | –   | –  | –  | –  | –  | –  | –  | –  | –  | 26  |            | Life Is Peachy                         |
| 1997                                                     | „A.D.I.D.A.S.”             | 113 | –  | –  | 45 | –  | –  | –  | –  | –  | 22  |            | Life Is Peachy                         |
| 1997                                                     | „Good God”                 | –   | –  | –  | 81 | –  | –  | –  | –  | –  | 25  |            | Life Is Peachy                         |
| 1998                                                     | „Got the Life”             | –   | 15 | 17 | 26 | –  | –  | –  | –  | –  | 22  | AUS: złoto | Follow the Leader                      |
| 1999                                                     | „Freak on a Leash”         | 106 | 10 | 6  | 22 | –  | 58 | –  | 23 | –  | 24  | AUS: złoto | Follow the Leader                      |
| 1999                                                     | „Falling Away from Me”     | 99  | 7  | 7  | 62 | –  | 86 | –  | 77 | –  | 24  |            | Issues                                 |
| 2000                                                     | „Make Me Bad”              | 114 | 9  | 7  | 98 | –  | –  | –  | –  | –  | 25  |            | Issues                                 |
| 2002                                                     | „Here to Stay”             | 72  | 4  | 4  | 12 | 44 | 35 | 12 | 58 | 34 | 12  | AUS: złoto | Untouchables                           |
| 2002                                                     | „Thoughtless”              | 108 | 6  | 11 | –  | –  | 74 | –  | –  | 82 | 37  |            | Untouchables                           |
| 2003                                                     | „Did My Time”              | 38  | 12 | 17 | 29 | 12 | 12 | 19 | 87 | 17 | 15  |            | Take a Look in the Mirror              |
| 2003                                                     | „Right Now”                | 119 | 11 | 13 | –  | –  | –  | –  | –  | –  | –   |            | Take a Look in the Mirror              |
| 2004                                                     | „Word Up!”                 | 123 | 16 | 17 | 28 | 58 | 46 | –  | –  | 47 | –   |            | Greatest Hits Vol.1                    |
| 2005                                                     | „Twisted Transistor”       | 64  | 3  | 9  | 24 | 37 | 63 | 14 | 27 | 60 | 27  |            | See You on the Other Side              |
| 2006                                                     | „Coming Undone”            | 79  | 4  | 14 | 54 | –  | 86 | 36 | –  | –  | 63  |            | See You on the Other Side              |
| 2006                                                     | „Politics”                 | –   | 18 | –  | –  | –  | –  | –  | –  | –  | –   |            | See You on the Other Side              |
| 2007                                                     | „Freak on a Leash”         | 89  | 22 | 29 | –  | –  | –  | –  | –  | –  | –   |            | MTV Unplugged: Korn                    |
| 2007                                                     | „Evolution”                | 107 | 4  | 20 | –  | –  | –  | –  | –  | –  | 114 |            | Untitled                               |
| 2007                                                     | „Hold On”                  | –   | 9  | 35 | –  | –  | –  | –  | –  | –  | –   |            | Untitled                               |
| 2008                                                     | „Haze”                     | –   | –  | –  | –  | –  | –  | –  | –  | –  | –   |            | –                                      |
| 2010                                                     | „Oildale (Leave Me Alone)” | –   | 10 | 29 | 89 | –  | –  | –  | –  | –  | –   |            | Korn III: Remember Who You Are         |
| 2010                                                     | „Let the Guilt Go”         | –   | 23 | –  | –  | –  | –  | –  | –  | –  | –   |            | Korn III: Remember Who You Are         |
| 2011                                                     | „Get Up!”                  | 108 | 10 | 26 | –  | –  | –  | –  | –  | –  | –   |            | The Path of Totality                   |
| 2011                                                     | „Narcissistic Cannibal”    | 117 | 6  | 18 | –  | –  | –  | –  | –  | –  | –   |            | The Path of Totality                   |
| 2012                                                     | „Way Too Far”              | –   | 38 | –  | –  | –  | –  | –  | –  | –  | –   |            | The Path of Totality                   |
| 2013                                                     | „Never Never”              | –   | 1  | 36 | –  | –  | –  | –  | –  | –  | –   |            | The Paradigm Shift                     |
| 2013                                                     | „Spike in My Veins”        | –   | 5  | –  | –  | –  | –  | –  | –  | –  | –   |            | The Paradigm Shift                     |
| 2014                                                     | „Hater”                    | –   | 5  | –  | –  | –  | –  | –  | –  | –  | –   |            | The Paradigm Shift: World Tour Edition |
| 2016                                                     | „Rotting in Vain”          | –   | 4  | –  | –  | –  | –  | –  | –  | –  | –   |            | The Serenity of Suffering              |
| 2016                                                     | „Take Me”                  | –   | 61 | –  | –  | –  | –  | –  | –  | –  | –   |            | The Serenity of Suffering              |
| „–” oznacza, że singel nie był notowany na danej liście. |                            |     |    |    |    |    |    |    |    |    |     |            |                                        |

### Pozostałe notowane utwory
| 2000                                                    | „Somebody Someone”          | 23 | 23 | Issues                    |
| 2002                                                    | „Alone I Break”             | 19 | 34 | Untouchables              |
| 2004                                                    | „Y'All Want a Single”       | 23 | –  | Take a Look in the Mirror |
| 2004                                                    | „Everything I've Known”     | 30 | –  | Take a Look in the Mirror |
| 2004                                                    | „Another Brick in the Wall” | 12 | 37 | Greatest Hits, Vol. 1     |
| 2007                                                    | „Hold On”                   | 9  | 35 | Untitled album            |
| „–” oznacza, że utwór nie był notowany na danej liście. |                             |    |    |                           |

## Wideografia
| 1997                                                    | Who Then Now? - Data: 18 marca 1997 - Wydawca: Immortal - Format: VHS                                       | 2 | –  | US: platyna |
| 2002                                                    | Deuce - Data: 11 czerwca 2002 - Wydawca: Immortal - Format: VHS, DVD                                        | 1 | –  | US: platyna |
| 2002                                                    | Korn Live - Data: 19 listopada 2002 - Wydawca: Immortal - Format: DVD                                       | 1 | –  | US: złoto   |
| 2006                                                    | Live on the Other Side - Data: 20 czerwca 2006 - Wydawca: Virgin - Format: DVD, Blu-ray                     | 2 | –  |             |
| 2006                                                    | Chopped, Screwed, Live & Unglued - Data: 26 września 2006 - Wydawca: Virgin - Format: CD (+DVD)             | 7 | 27 |             |
| 2008                                                    | Korn: Live in Montreux 2004 - Data: 13 maja 2008 - Wydawca: Eagle Rock Entertainment - Format: DVD, Blu-ray | – | –  |             |
| „–” oznacza, że album nie był notowany na danej liście. | |   |    |             |

## Teledyski
| Rok  | Tytuł                                                         | Reżyseria                                         |
| ---- | ------------------------------------------------------------- | ------------------------------------------------- |
| 1995 | „Blind”                                                       | Joseph McGinty Nichol                             |
| 1995 | „Shoots and Ladders”                                          | Joseph McGinty Nichol                             |
| 1996 | „Clown”                                                       | Joseph McGinty Nichol                             |
| 1996 | „No Place to Hide”                                            | MTV                                               |
| 1997 | „A.D.I.D.A.S.”                                                | Joseph Kahn                                       |
| 1997 | „Faget”                                                       | McG                                               |
| 1998 | „Got the Life”                                                | McG                                               |
| 1999 | „Freak on a Leash”                                            | Jonathan Dayton and Valerie Faris, Todd McFarlane |
| 1999 | „Falling Away from Me”                                        | Fred Durst                                        |
| 2000 | „Make Me Bad”                                                 | Martin Weisz                                      |
| 2000 | „Somebody Someone”                                            | Martin Weisz                                      |
| 2002 | „Here to Stay”                                                | The Hughes Brothers                               |
| 2002 | „Thoughtless"                                                 | The Hughes Brothers                               |
| 2002 | „Alone I Break”                                               | Sean Dack                                         |
| 2003 | „Did My Time”                                                 | Dave Meyers                                       |
| 2003 | „Right Now (Mirror Mix)”                                      | Nathan Cox                                        |
| 2003 | „Right Now (Lunchbox)”                                        | Gregory Ecklund                                   |
| 2004 | „Right Now 3D”                                                | Junoon                                            |
| 2004 | „Y'All Want a Single”                                         | Andrews Jenkins                                   |
| 2004 | „Everything I've Known”                                       | Gregory Ecklund                                   |
| 2004 | „Word Up!”                                                    | Antti Jokinen                                     |
| 2004 | „Another Brick in the Wall (Live)”                            | Bill Yukich                                       |
| 2005 | „Twisted Transistor”                                          | Dave Meyers                                       |
| 2006 | „Coming Undone”                                               | Little X                                          |
| 2006 | „Coming Undone wit It”                                        | Little X                                          |
| 2006 | „Liar”                                                        | Tony Shiff                                        |
| 2006 | „Politics”                                                    | Chris Kantrowitz                                  |
| 2007 | „Freak on a Leash (MTV Unplugged)”                            | Alex Coletti                                      |
| 2007 | „Evolution”                                                   | Dave Meyers                                       |
| 2007 | „Hold On”                                                     | Vikram Gandhi                                     |
| 2008 | „Haze”                                                        | bootsrfun                                         |
| 2010 | „Oildale”                                                     | Phil Mucci                                        |
| 2010 | „Let The Guilt Go”                                            | Phil Mucci                                        |
| 2011 | „Get Up!” (featuring Skrillex)                                | Sébastian Paquet, Joshua Allen                    |
| 2011 | „Narcissistic Cannibal” (featuring Skrillex & Kill the Noise) | ShadowMachine                                     |
| 2012 | „Chaos Lives in Everything” (featuring Skrillex)              | Joshua Allen                                      |
| 2012 | „Way Too Far” (featuring 12th Planet and Flinch)              | Joshua Allen                                      |
| 2013 | „Never Never”                                                 | Giovanni Bucci                                    |
| 2013 | „Love & Meth”                                                 | Giovanni Bucci                                    |
| 2014 | „Spike in My Veins”                                           | David Dinetz                                      |
| 2014 | „Hater”                                                       | David Yarovesky                                   |
| 2016 | „Rotting in Vain”                                             | Dean Karr                                         |
| 2016 | „Insane”                                                      | Ryan Valdez                                       |
| 2016 | „A Different World”                                           | Luis Tellez                                       |
| 2016 | „Take Me”                                                     | –                                                 |